# منطقه طبیعی ایالتی گاورنمنت کنیون

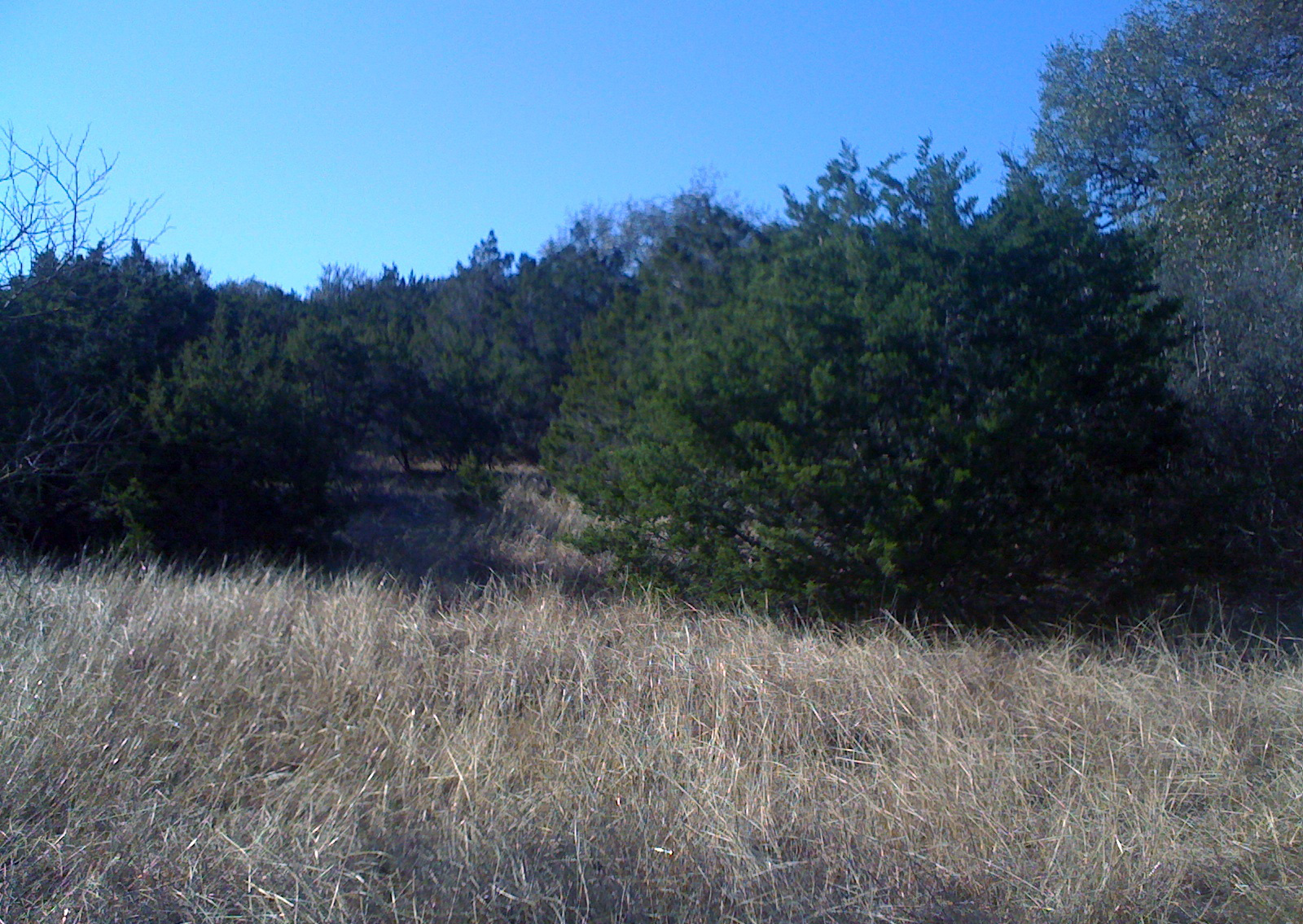

منطقه طبیعی ایالتی گاورنمنت کنیون (به انگلیسی: Government Canyon State Natural Area) تأسیس ۲۰۰۵، پارکی طبیعی واقع در منطقه هیل کانتری تگزاس در ایالات متحده آمریکا است.
این پارک در شمال شهر سن آنتونیو قرار دارد، ۳۵ کیلومتر مربع (۳۴۸۹ هکتار) مساحت دارد، و بیش از ۶۰ کیلومتر مسیر پیاده‌روی و دوچرخه‌سواری دارد.